# Código Penal brasileiro de 1940
O código penal vigente no Brasil foi criado pelo Decreto-Lei nº 2 848, de 7 de dezembro de 1940, pelo então presidente Getúlio Vargas durante o período do Estado Novo, tendo como ministro da justiça Francisco Campos. O código atual representa o terceiro da história do Brasil e é o mais longo em vigência. Os códigos anteriores datam de 1830 e 1890. Apesar da criação em 1940, o atual Código só entrou em vigor no dia 1º de janeiro de 1942 (artigo 361).

## História

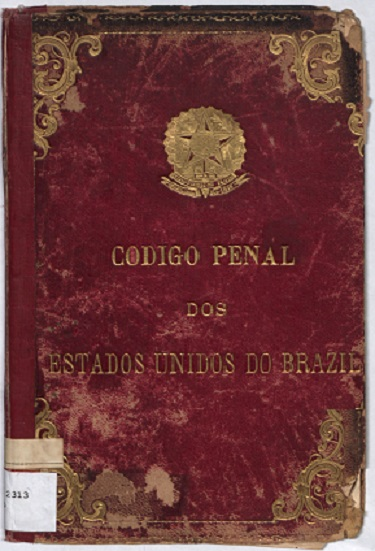
Código Penal do Brasil de 1890, segundo do país e primeiro do recém-instalado regime republicano.

O primeiro Código Penal do Brasil independente foi o Código Criminal de 1830, oficializado pela lei de 16 de dezembro de 1830, sancionado por Dom Pedro I após ser aprovado e decretado pela Assembleia Geral que previu que crime e delito seria toda a ação, ou omissão voluntária contrária às leis penais.
O Código atual teve origem em projeto de José de Alcântara Machado, submetido ao trabalho de uma comissão revisora composta de Nelson Hungria, Vieira Braga, Narcélio de Queirós e Roberto Lira. Há referências históricas quanto a colaborações do ministro Antônio José da Costa e Silva e, na parte da revisão redacional, de Abgar Renault, mas estes não faziam parte direta da referida comissão.
A interpretação do Código Penal à luz da Constituição Federal revela os seguintes princípios basilares: a legalidade, devido processo legal, culpabilidade, lesividade, proporcionalidade, individualização, humanização e valor social da pena, subsidiariedade, fragmentariedade. Enfim, a lei penal brasileira é uma barreira de defesa do indivíduo em face do poder punitivo do Estado.
A substituição do Código Penal foi tentada pelo Decreto-Lei n° 1 004, de 21 de outubro de 1969, mas as críticas foram tão grandes que foi ele modificado substancialmente pela Lei n° 6 016, de 31 de dezembro de 1973. Apesar de vários adiamentos para o começo de sua vigência foi revogado pela Lei n° 6 578, de 11 de outubro de 1978.
Após o fracasso de uma grande revisão no sistema penal, em 27 de novembro de 1980 foi instituída uma comissão para a elaboração de um anteprojeto de lei de reforma da Parte Geral do Código Penal de 1940. Esta comissão foi presidida por Francisco de Assis Toledo e tinha como integrantes: Miguel Reale, Francisco Serrano Neves, Renê Ariel Dotti, Ricardo Antunes Andreucci, Rogério Lauria Tucci e Helio Fonseca.
Dos debates da comissão e alterações legislativas a Lei n° 7 209, de 11 de julho de 1984, fez as alterações da Parte Geral, passando a viger seis meses após a data da publicação.
Embora seja um diploma relativamente extenso, o Código Penal (Direito Penal fundamental) não esgota toda a matéria penal prevista na lei brasileira. Há uma quantidade extraordinária de leis penais especiais (Direito Penal complementar).
Insta frisar a última alteração realizada no Código Penal, qual seja a edição da Lei 12 015/2009, que trata sobre os "crimes sexuais". O tema foi, em sua grande maioria, modificado, sendo alguns crimes extintos do código enquanto com tipificação própria, como exemplo o artigo 214, que tratava do atentado violento ao pudor, que, agora, foi absorvido pela capitulação do artigo que define estupro.
O Código Penal também foi alterado pela Lei 13 104/2015 que incluiu o inciso VI e o parágrafo §2º-A no art. 121 (feminicídio) e ainda pela Lei nº 13 344/2016, a qual incluiu o art. 149-A (tráfico de pessoas).

## Conteúdo
Os princípios fundamentais norteadores do Código Penal incluem a legalidade, devido processo legal, culpabilidade, lesividade, proporcionalidade, individualização, humanização e valor social da pena, subsidiariedade e fragmentariedade. Esses princípios refletem a preocupação em garantir a justiça e a proteção dos direitos individuais diante do exercício do poder punitivo do Estado.
Ao longo dos anos, o Código Penal passou por revisões e alterações significativas. A última grande reforma ocorreu com a Lei n° 7 209, de 11 de julho de 1984, que modificou a Parte Geral, sendo efetivada seis meses após a publicação. Vale destacar que, embora seja um diploma extenso, o Código Penal não esgota toda a matéria penal prevista na legislação brasileira, havendo diversas leis penais especiais complementares.
Alterações recentes no Código Penal incluíram a Lei 12 015/2009, que tratou de forma abrangente dos "crimes sexuais", redefinindo tipificações e absorvendo alguns crimes, como o atentado violento ao pudor, agora contemplado sob a definição de estupro. Outras modificações, como as Leis 13 104/2015 e 13 344/2016, introduziram dispositivos específicos sobre feminicídio e tráfico de pessoas, respectivamente.
O Código Penal, além de ser um instrumento crucial na definição de delitos e na imposição de sanções, desempenha um papel essencial na proteção dos direitos individuais, estabelecendo parâmetros éticos e legais para a convivência na sociedade brasileira.

Além disso, alguns números do código, como 155 (Furto) e 222 (Constrangimento Ilegal), viraram palavras do cotidiano, principalmente em regiões periféricas. Na Internet, alguns números são usados em memes pra representar práticas como vandalismo e grau de bicicleta, cujos atos são citados no código